# Йон Агирбічану
Йон Агирбічану (рум. Ion Agârbiceanu; 12 вересня 1882, Ченаде — 28 травня 1963, Клуж-Напока) — румунський письменник, журналіст, парламентарій і священнослужитель Румунської греко-католицької церкви.

## Життєпис
Народився в родині лісничого 12 вересня 1882 року в селі Ченаде в трансильванському комітаті Алшо-Фехер (зараз повіт Алба в Румунії) Королівства Угорщина в складі Австро-Угорщини. Навчався в гімназії м. Блажі (1892—1900), а потім на теологічному факультеті Будапештського університету (1900—1904). Потім рік пропрацював заступником префекта в школі-інтернаті для хлопчиків в м. Блажі.
У вересні 1905 року вступив на філологічний факультет Будапештського університету, на відділення класичних мов, румунської мови та історії. Служив парафіяльним священником греко-католицької церкви в трансільванських селах Бучум-Шаса (1906—1910) і Орлат (1910—1916), потім покликаний на війну полковим священником в корпус трансільванських добровольців (1917—1918).
У 1919—1927 роках очолював Клужську газету «Patria». У 1919 році був членом виконкому Румунської національної партії Трансільванії. Був членом румунського парламенту (в 1919 і в 1922—1926), займав пост сенатора, а потім був віце-президентом сенату. У 1930 році був священником і протопресвітером у Клужі, в 1931 році — канонік Клуж-Герлінської єпархії. У 1938—1940 роках очолював Клужську газету «Tribuna».
У 1912 році обраний член-кореспондентом, а в 1925 році — дійсним членом «Трансільванської асоціації за румунську літературу і культуру румунського народу» (рум. Asociaţia Transilvană pentru Literatura Română şi Cultura Poporului Român, ASTRA). У 1925—1940 роках був генеральним секретарем її літературних і наукових відділів.
У 1919 році був обраний членом-кореспондентом, а в 1955 році — дійсним членом Румунської академії на кафедрі історії, філології, літератури і мистецтва .
З 1921 року і до кінця життя був головою Спілки румунської преси в Трансільванії і Банаті.
Помер 28 травня 1963 року від серцевого нападу в лікарні міста Клуж. Похований в Клужі на центральному кладовищі. У 2012 році пам'ятник на його могилі поряд з іншими оголошений частиною національної спадщини.